# Lunar Chateau
Lunar Chateau was een Amerikaanse muziekgroep binnen de progressieve rock.
De band had haar thuisbasis in New Berlin (Wisconsin). Het trio bestaande uit drie broers had dezelfde instrumentatiesamenstelling als Emerson, Lake & Palmer. Hun debuutalbum werd in 1994 uitgebracht via het Franse platenlabel Musea Records. Daarna werd het lange tijd stil, in 2001 verscheen hun tweede album via hetzelfde platenlabel; een derde werd nog aangekondigd maar is nooit uitgebracht. Ook zou de band gaan optreden, maar daarover is niets bekend. De albums kregen goede recensies binnen de progressieve rock. Na 2001 is niets meer vernomen van de band of afzonderlijke leden.

## Leden
- Novak Sekulovich – toetsinstrumenten en zang
- Paul Sekulovich – basgitaar, zang
- Milo Sekulovich – drumstel

## Lunar Chateau (1994)
Het album werd opgenomen in Lake Geneva in Wisconsin en Chicago Recording Company in Chicago. Als geluidstechnicus was aangetrokken Rich Denhart, later enigszins bekend als werkend voor David Bowie en Adrian Belew. De tracks luiden: 1.The thurst (3:11), 2.The lunar chateau (4:59), 3.Brothers in blood (4:56), 4.The eyes of a child (4:16), 5.Ancestors (5:25), 6.Transformer (3:43), 7.Consequences (6:27), 8.On your way (6:20), 9.To be alive (4:06), 10.Metropolis (3:49), 11.Fearless (2:45) en 12.Aurora borealis (8:15).  

## Beyond the reach of dreams (2001)
Dit album werd opgenomen in Sound-Sound en werd voornamelijk gezien als opstap naar een volledig tweede album. Tracks: 1.Olympus Mons (3:56), 2.Far from home (3:52), 3.Consequences II (5:4), 4.Solange in Rio (4:33), 5.Beyond the reach of dreams (10:01 met Sayadina, Eridu en Farewell), 6.Zeta Reticula (11:01 met Overlords, In the name of a star en Encounters). Consequences II is deels gebaseerd op Citta violenta van Ennio Morricone.